# Aenigmopteris
Aenigmopteris – rodzaj roślin z rodziny nerecznicowatych (Dryopteridaceae). Obejmuje 5 gatunków występujących na Półwyspie Malajskim.

## Systematyka
Pozycja systematyczna
Jeden z rodzajów rodziny nerecznicowatych (Dryopteridaceae) przy czym w obrębie rodziny jego pozycja systematyczna jest niepewna.
Wykaz gatunków
- Aenigmopteris dubia (Copel.) Holttum
- Aenigmopteris elegans Holttum
- Aenigmopteris katoi Holttum
- Aenigmopteris mindanaensis Holttum
- Aenigmopteris pulchra (Copel.) Holttum